# Гарвіч (Массачусетс)
Гарвіч (англ. Harwich) — місто (англ. town) в США, в окрузі Барнстебел штату Массачусетс. Населення — 13 440 осіб (2020).

### Клімат
| Клімат : Гарвіч              | Клімат : Гарвіч | Клімат : Гарвіч | Клімат : Гарвіч | Клімат : Гарвіч | Клімат : Гарвіч | Клімат : Гарвіч | Клімат : Гарвіч | Клімат : Гарвіч | Клімат : Гарвіч | Клімат : Гарвіч | Клімат : Гарвіч | Клімат : Гарвіч | Клімат : Гарвіч |
| Показник                     | Січ.            | Лют.            | Бер.            | Квіт.           | Трав.           | Черв.           | Лип.            | Серп.           | Вер.            | Жовт.           | Лист.           | Груд.           | Рік             |
| Середній максимум, °C        | 3,2             | 3,9             | 6,8             | 11,1            | 16,3            | 21,3            | 24,9            | 24,7            | 21,3            | 15,9            | 11,4            | 6,3             | 14,0            |
| Середня температура, °C      | −0,6            | 0,1             | 3,0             | 7,4             | 12,4            | 17,6            | 21,2            | 21,0            | 17,5            | 12,1            | 7,6             | 2,5             | 10,2            |
| Середній мінімум, °C         | −4,5            | −3,8            | −0,8            | 3,7             | 8,6             | 13,9            | 17,5            | 17,3            | 13,7            | 8,2             | 3,8             | −1,3            | 6,4             |
| Норма опадів, мм             | 97              | 89              | 117             | 111             | 89              | 90              | 80              | 89              | 94              | 99              | 104             | 104             | 1163            |
| Вологість повітря, %         | 71.6            | 70.0            | 68.0            | 71.1            | 73.5            | 77.1            | 79.6            | 79.6            | 78.5            | 75.4            | 72.0            | 71.0            | 74.0            |
| ---------------------------- | --------------- | --------------- | --------------- | --------------- | --------------- | --------------- | --------------- | --------------- | --------------- | --------------- | --------------- | --------------- | --------------- |
| Джерело: PRISM Climate Group |                 |                 |                 |                 |                 |                 |                 |                 |                 |                 |                 |                 |                 |

## Демографія
Згідно з переписом 2010 року, у місті мешкали 12 243 особи в 5623 домогосподарствах у складі 3422 родин. Було 10284 помешкання
Расовий склад населення:
| - 93,5 % — білих - 1,6 % — чорних або афроамериканців - 0,7 % — азіатів - 0,4 % — корінних американців - 1,9 % — осіб інших рас |

До двох чи більше рас належало 1,9 %. Частка іспаномовних становила 1,5 % від усіх жителів.
За віковим діапазоном населення розподілялося таким чином: 16,1 % — особи молодші 18 років, 54,9 % — особи у віці 18—64 років, 29,0 % — особи у віці 65 років та старші. Медіана віку мешканця становила 52,6 року. На 100 осіб жіночої статі у місті припадало 86,8 чоловіків;  на 100 жінок у віці від 18 років та старших — 83,1 чоловіків також старших 18 років.
Середній дохід на одне домашнє господарство  становив 90 761 долар США (медіана — 73 468), а середній дохід на одну сім'ю — 115 567 доларів (медіана — 94 891). Медіана доходів становила 54 875 доларів для чоловіків та 48 289 доларів для жінок. За межею бідності перебувало 6,7 % осіб, у тому числі 12,1 % дітей у віці до 18 років та 7,0 % осіб у віці 65 років та старших.
Цивільне працевлаштоване населення становило 5820 осіб. Основні галузі зайнятості: освіта, охорона здоров'я та соціальна допомога — 23,1 %, науковці, спеціалісти, менеджери — 14,5 %, мистецтво, розваги та відпочинок — 14,0 %.